# C-Murder
C-Murder, właściwie Corey Miller (ur. 9 marca 1971 roku w Nowym Orlenie) – amerykański raper i aktor, skazany za morderstwo.
W 2003 roku został skazany za morderstwo drugiego stopnia na karę dożywotniego pozbawienia wolności bez możliwości starania się o zwolnienie warunkowe. 13 marca 2007 dostał od sądu stanowego stanu Louisiana pozwolenie na kontynuowanie swojej kariery muzycznej. W 2009 roku została wniesiona rewizja w sprawie o popełnione przez niego morderstwa lecz został uznany winnym wszystkich zarzutów i 27 sierpnia 2009 został ponownie skazany na karę dożywotniego pozbawienia wolności bez możliwości starania się o zwolnienie warunkowe. Obecnie odbywa tę karę w Więzieniu Stanowym Louisiana.

## Dyskografia

### Albumy
Opracowano na podstawie źródła.
- 1998: Life Or Death
- 1999: Bossalinie
- 2000: Trapped In Crime
- 2001: CP3.com
- 2005: The Truest Shit I Ever Said
- 2006: The Tru Story: Continued
- 2008: Screamin' 4 Vengeance
- 2009: The Calliope Click Vol. 1
- 2010: Tomorrow

### Kompilacje
- 2002: Tru Dawgs
- 2005: The Best of C-Murder

### Single
- 2000: Down for My N's (feat. Snoop Dogg)
- 2000: Hustlin'